# Абукар, Исмаил Али
Исмаил Али Абукар (сомал.  Ismail Ali Abokor , англ.  Ismail Ali Abukor; род. 1937, Сомали) — сомалийский политический и военный деятель. Бригадный генерал, член Политбюро Сомалийской революционной социалистической партии, вице-президент Сомалийской Демократической Республики до 1982 года.

## Биография
Исмаил Али Абукар служил в Сомалийской национальной армии. В звании подполковника участвовал в перевороте 21 октября 1969 года, привёдшем к власти генерала Мохамеда Сиада Барре, и стал членом Верховного революционного совета Сомалийской Демократической республики. Занял пост одного из вице-президентов ВРС, получил звание полковника.
В ноябре 1971 года посетил СССР. Был одной из ключевых фигур режима Сиада Барре, получил звание бригадного генерала.
С июля 1976 года (со дня основания партии) стал членом Центрального комитета и членом Политбюро Сомалийской революционной социалистической партии.
С декабря 1979 года — Председатель Народной ассамблеи, с 21 октября 1980 года — председатель Политического комитета чрезвычайного положения Сомали. Третий вице-президент Сомалийской Демократической Республики.

## Падение
7 июня 1982 года Исмаил Али Абукар и 16 других высших руководителей были смещены со всех партийных и государственных постов и арестованы. 7 февраля 1988 года суд над Абукаром, бывшим министром иностранных дел Омаром Артехом Галибом и другими обвиняемыми закончился. Исмаил Али Абукар был приговорён к смертной казни, но под давлением мирового сообщества и правозащитных организаций Сиад Барре сохранил ему жизнь и смертная казнь была заменена на тюремный срок.